# Obersekretär
Obersekretär ist in Deutschland die Amtsbezeichnung eines Beamten in der Laufbahngruppe des mittleren Dienstes in der Bundes- oder Landesverwaltung im ersten Beförderungsamt. Ohne Zusatz wird die Amtsbezeichnung regelmäßig bei obersten Bundesbehörden (Bundesministerien) geführt. Häufigster Zusatz ist „Regierungs-“; die entsprechende Amtsbezeichnung lautet dementsprechend Regierungsobersekretär und wird grundsätzlich in der Laufbahn des mittleren nichttechnischen Verwaltungsdienstes geführt. Die nächsthöhere (Grund-)Amtsbezeichnung ist Hauptsekretär (zweites Beförderungsamt). Das Amt mit der Amtsbezeichnung ist in Besoldungsgruppe A 7 der Bundesbesoldungsordnung A des Bundesbesoldungsgesetzes oder der Besoldungsordnungen der Landesbesoldungsgesetze eingruppiert. Obersekretäre können die Befähigung für eine Laufbahn des mittleren Dienstes durch den erfolgreichen Abschluss eines Vorbereitungsdienstes erlangt haben oder sie haben die Laufbahnbefähigung durch Anerkennung erworben. Obersekretäre nehmen meist einfachere Aufgaben wie Geschäfts- oder Vorzimmertätigkeiten in der Verwaltung wahr und können Beamten des gehobenen Dienstes unterstellt sein.

## Zusätze und Entsprechungen
Zur Grundamtsbezeichnung Obersekretär existieren zahlreiche Zusätze und weitere Amtsbezeichnungen, die für ein Amt in Besoldungsgruppe A 7 vergeben werden. Neben der häufigsten Kombination von Grundamtsbezeichnung und Zusatz Regierungsobersekretär werden im mittleren nichttechnischen Verwaltungsdienst die Amtsbezeichnungen Archivobersekretär und Bibliotheksobersekretär geführt.
Die Amtsbezeichnung Obersekretär entspricht von der Besoldungsgruppe den Dienstgraden eines Stabsunteroffiziers, eines Obermaates (sofern nicht jeweils in Besoldungsgruppe A 6 eingruppiert), eines Feldwebels, eines Bootsmannes, eines Fähnrichs und eines Fähnrichs zur See der Bundeswehr.
Beamte im mittleren auswärtigen Dienst führen die Amtsbezeichnung Regierungsobersekretär (§ 1 Abs. 2 LAP-mDAAV 2004) und im mittleren Bankdienst bei der Deutschen Bundesbank die Amtsbezeichnung Bundesbankobersekretär (Anlage 1 (zu § 2 Abs. 2) BBankLV). Bei der Polizei wurde die Eingruppierung der Ämter im mittleren Dienst um eine Besoldungsgruppe angehoben, sodass die Amtsbezeichnungen im mittleren Polizeivollzugsdienst Polizeimeister (Anlage 1 (zu § 3 Abs. 2) BPolLV) und im mittleren Polizeivollzugsdienst beim Deutschen Bundestag Polizeimeister beim Deutschen Bundestag (Anlage (zu § 3) PolBTLV) lauten.
Bei der Bundesagentur für Arbeit führen in der Besoldungsgruppe A 7 eingruppierte Beamte die Amtsbezeichnung Obersekretär bei der Bundesagentur für Arbeit, in der Justizverwaltung Justizobersekretär, in der Steuerverwaltung Steuerobersekretär und bei der Zollverwaltung Zollobersekretär.
Im mittleren technischen Verwaltungsdienst lautet die Amtsbezeichnung grundsätzlich Technischer Regierungsobersekretär (TROS), im feuerwehrtechnischen Dienst Brandmeister (Eingangsamt) und im nautischen Dienst Schiffsobersekretär.
Im agrar-, forst- und ernährungswissenschaftlichen sowie tierärztlichen Dienst, sofern forstliche Aufgaben wahrgenommen werden, lautet die Amtsbezeichnung Forstobersekretär.
In den auslaufenden Laufbahnen der Beamten bei den Postnachfolgeunternehmen und bei den Beamten des Bundeseisenbahnvermögens, die zur Wahrnehmung einer Tätigkeit bei der Deutschen Bahn beurlaubt oder zugewiesen sind, haben die entsprechenden Ämter des mittleren Dienstes die Amtsbezeichnungen Bundesbahnobersekretär (Laufbahn der Bundesbahnsekretäre; § 8 ELV), Technischer Bundesbahnobersekretär (Laufbahn der technischen Bundesbahnsekretäre; § 9 ELV), Oberlokomotivführer (Eingangsamt der Laufbahn der Lokomotivführer; § 10 ELV), Oberwerkmeister (Eingangsamt der Laufbahn der Werkstattmeister; § 11 ELV), Postobersekretär (mittlerer nichttechnischen Postverwaltungsdienst) und  Technischer Postobersekretär (mittlerer technischen Postverwaltungsdienst Anlage 1 (zu § 2 Abs. 2) PostLV).
Mit der Übernahme der Bundesfernstraßenverwaltung durch den Bund (Zuständigkeit: Fernstraßen-Bundesamt und Die Autobahn GmbH des Bundes) und der bisher mit dieser Aufgabe betrauten Landesbeamten technischer und nichttechnischer Laufbahnen wurde zur Grundamtsbezeichnung der neue Zusatz „Bundesfernstraßen-“ eingeführt. Die Amtsbezeichnungen lauten entsprechend Bundesfernstraßenobersekretär (mittlerer nichttechnischer Verwaltungsdienst) oder Technischer Bundesfernstraßenobersekretär (mittlerer technischer Verwaltungsdienst).